# Franklin D. Roosevelt East River Drive
A Franklin D. Roosevelt East River Drive (abreviada como FDR Drive ou The FDR) é uma importante avenida da cidade de Nova Iorque, em Manhattan.
Originalente era denominada East River Drive, mas foi renominada em homenagem a Franklin Delano Roosevelt.

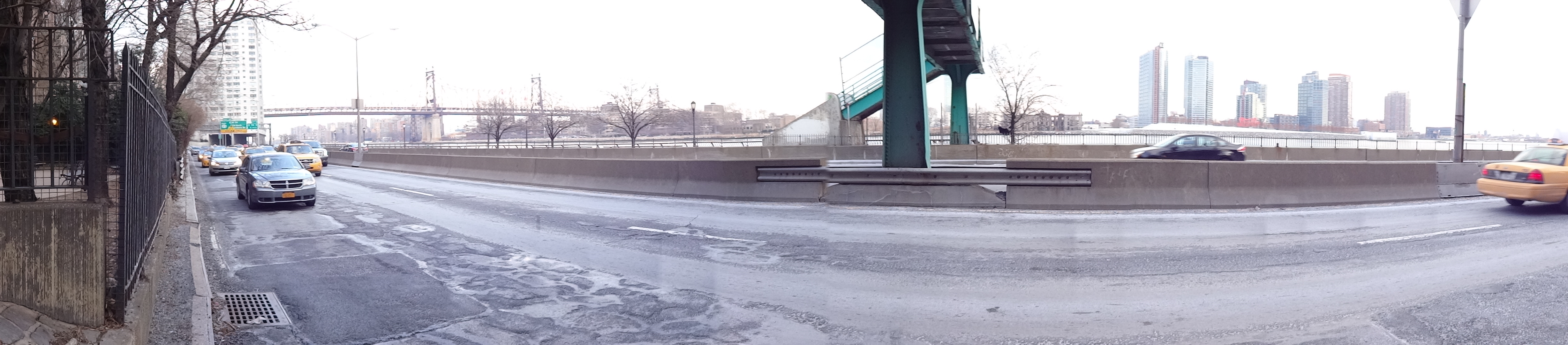
Franklin D. Roosevelt East River Drive perto da ponte Queensboro.